# Christian (wrestler)
William Jason Reso, meglio conosciuto come Christian (Kitchener, 30 novembre 1973), è un wrestler canadese sotto contratto con la All Elite Wrestling.
Reso fece il suo debutto nel mondo del wrestling nel giugno del 1995, lottando nel circuito indipendente canadese; durante la sua permanenza in queste federazioni fece coppia con Edge, suo fratello secondo la storyline. Nell'agosto del 1998 firmò un contratto di sviluppo con l'allora World Wrestling Federation e in poco tempo conquistò il suo primo titolo, il Light Heavyweight Championship, sconfiggendo Taka Michinoku. Successivamente si riunì con Edge, con cui vinse per sette volte il World Tag Team Championship tra il 2000 e il 2001; in questo periodo i due acquisirono molta popolarità nella divisione di coppia, soprattutto per la loro partecipazione a tre spettacolari Tables, Ladders & Chairs match contro i Dudley Boyz e gli Hardy Boyz.
Dopo il suo passaggio alla Total Nonstop Action Wrestling, avvenuto nel novembre del 2005, cambiò il ring name in Christian Cage. In TNA vinse il suo primo dei sette titoli mondiali nel febbraio del 2006, sconfiggendo Jeff Jarrett al pay-per-view Against All Odds in un match valido per l'NWA World Heavyweight Championship; riconquistò poi il titolo l'anno successivo, a Final Resolution, e creò la sua stable personale, la Christian's Coalition. Lasciò la TNA nel novembre del 2008 e fece ritorno in WWE ad inizio 2009, vincendo subito l'ECW World Heavyweight Championship contro Jack Swagger, portando avanti un regno lungo 205 giorni. Nel 2011 conquistò il World Heavyweight Championship in due occasioni.
Nel corso della sua carriera, ha vinto venticinque titoli tra WWE, TNA e AEW: è un sette volte campione del mondo, avendo detenuto due volte ciascuno l'NWA World Heavyweight Championship, l'ECW World Heavyweight Championship, il World Heavyweight Championship e una volta l'TNA World Championship; ha inoltre conquistato il Light Heavyweight Championship, l'Hardcore Championship, l'European Championship, l'Intercontinental Championship (quattro volte) ed il World Tag Team Championship (nove volte). Oltre a questi riconoscimenti, Reso è il ventitreesimo wrestler nella storia della WWE ad aver completato la Triple Crown ed il dodicesimo ad aver raggiunto il Grand Slam. In AEW ha conquistato l'AEW World Trios con Killswitch e Nick Wayneper e due volte il TNT Championship

## Carriera

### Circuito indipendente (1995–1998)
Frequenta l'Humber College di Toronto. Nel 1994 s'iscrive alla Sully's Gym e si dedica al wrestling: allenato da Ron Hutchinson, combatte il suo primo match (con lo pseudonimo Canadian Rage) il 7 giugno 1995 affrontando Zakk Wylde.
Nel 1997 entra a far parte della stable Thug Life, insieme a Joe Legend, Bloody Bill Skullion, Rhino e il suo amico d'infanzia Sexton Hardcastle. Con quest'ultimo forma un tag team, scegliendo come nome dapprima "High Impact" e poi "The Suicide Blondes". Ha anche fatto coppia con Judd the Studd combattendo in diverse promotion, fino all'agosto del 1998, mese in cui firma per la World Wrestling Federation.

### World Wrestling Federation/Entertainment (1998–2005)

#### Alleanza con Edge (1998–2001)

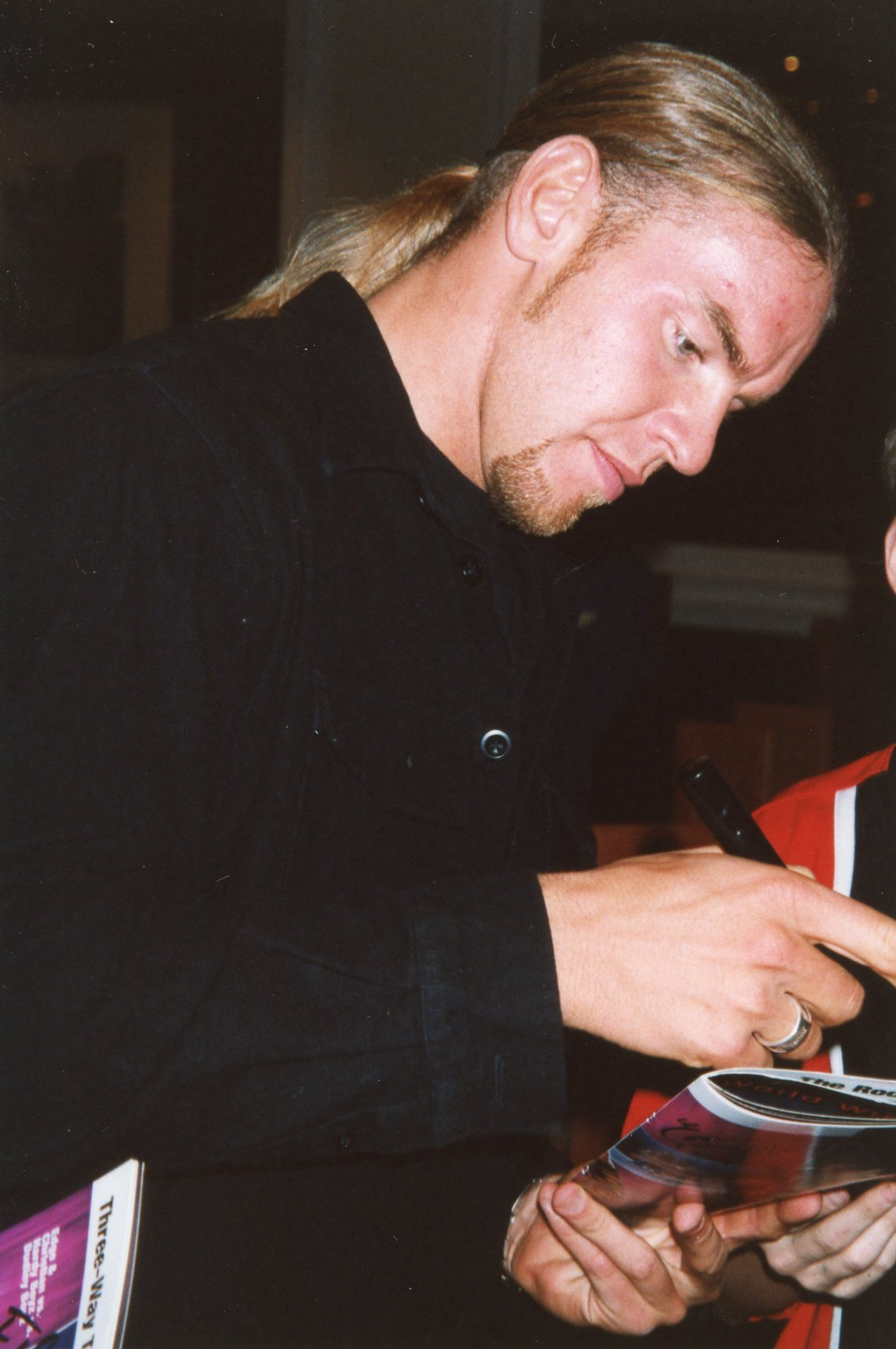
Christian mentre firma degli autografi nel 1999

Dopo essere approdato alla WWF, Reso cambiò il suo ring name in Christian. Christian fece il suo debutto televisivo come heel il 27 settembre al pay-per-view Breakdown: In Your House, distraendo Edge nel suo match contro Owen Hart, rivelando la sua alleanza con Gangrel. Christian vinse il Light Heavyweight Championship nel suo match di debutto contro Taka Michinoku il 18 ottobre a Judgment Day: In Your House. Perse il titolo un mese dopo contro Gillberg.
Christian ricevette il personaggio del vampiro e formò un'alleanza con Gangrel e Edge, chiamata Brood. A Rock Bottom: In Your House, il Brood sconfisse la J.O.B. Squad in un six-man tag team match, per poi iniziare una breve rivalità con il Ministry of Darkness di The Undertaker, per poi unirsi al team. Dopo aver appreso che Christian era stato attaccato da Ken Shamrock dicendogli dove si trovava Stephanie McMahon, The Undertaker punì Christian con dei colpì di frusta. Gli altri due membri del Brood, Edge e Gangrel, tradirono The Undertaker e soccorsero Christian dall'essere sacrificato.
Nel 1999, Christian e Edge divennero face separandosi da Gangrel, il quale si era alleato con gli Hardy Boyz formando il New Brood. Di conseguenza, iniziarono una rivalità con gli Hardy Boyz che affrontarono in un ladder match a No Mercy con in palio i servizi manageriali di Terri Runnels e 10.000 dollari, vinto dagli Hardy Boyz. Ad Armageddon, Edge e Christian presero parte a una battle royal, vinta dagli Acolytes. Il 23 gennaio Christian prese parte alla Royal Rumble, ma fu eliminato da Rikishi. A No Way Out, sconfissero gli Hardy Boyz in un tag team match per determinare i primi sfidanti al WWF Tag Team Championship. A WrestleMania 2000, Edge e Christian sconfissero gli Hardy Boyz e i Dudley Boyz (Bubba Ray e D-Von) conquistando per la prima volta il WWF Tag Team Championship in un triangle ladder match, che avrebbe portato più avanti alla creazione del Tables, Ladders and Chairs (TLC) match. A Backlash, difesero con successo il titolo sconfiggendo Road Dogg e X-Pac. Edge e Christian persero il titolo di tag team il 29 maggio contro i Too Cool, per poi riconquistarli in un four corners elimination match a King of the Ring. a Fully Loaded, persero contro l'Acolytes Protection Agency per squalifica, mantenendo quindi il titolo.
Successivamente, Edge e Christian evolsero i loro personaggi: abbandonarono lo stile gotico diventando una comica coppia di "bravi ragazzi". In quel periodo, il loro marchio di fabbrica divenne la "posa dei cinque secondi", dove esibivano una posa nel ring per cinque secondi per il beneficio del flash dei fotografi. A SummerSlam, Edge e Christian difesero il titolo di coppia con successo sconfiggendo gli Hardy Boyz e i Dudley Boyz nel primo TLC match di sempre Un mese più tardi ad Unforgiven, Edge e Christian persero il titolo contro gli Hardy Boyz in uno steel cage match nella quale in caso di sconfitta non avrebbero ricevuto un'opportunità titolata. A No Mercy, Edge e Christian travestiti da Los Conquistadores sconfissero gli Hardy Boyz vincendo il titolo di coppia. La sera successiva a Raw Is War, furono gli Hardy Boyz a vestirsi da Los Conquistadores battendo Edge in un handicap match dopo che Christian era stato attaccato nel backstage riconquistando il WWF Tag Team Championship. Ad Armageddon, Edge e Christian conquistarono per la quarta volta il World Tag Team Championship sconfiggendo gli Hardy Boyz, Dudley Boyz, la coppia composta da Road Dogg e K-Kwik e i Right to Censor, per poi perderlo otto giorni più tardi contro The Undertaker e The Rock, che persero contro gli stessi Edge e Christian il 21 dicembre a SmackDown! con l'aiuto dell'arbitro speciale dell'incontro, Kurt Angle. Alla Royal Rumble, persero il titolo contro i Dudley Boyz. A No Way Out, Edge e Christian non riuscirono a riconquistare il titolo di coppia, che vinsero nel secondo TLC match il 1º aprile a WrestleMania X-Seven.
Nella puntata di SmackDown! del 19 aprile, vennero sconfitti dai Brothers of Destruction (The Undertaker e Kane) perdendo il WWF Tag Team Championship. A Backlash del 29 aprile, Christian prese parte a un triple threat match per l'European Championship contro Matt Hardy e Eddie Guerrero, vinto da Hardy. Il 21 maggio a Judgment Day, Edge e Christian presero parte a un tag team turmoil match, vinto da Chris Benoit e Chris Jericho. Nella puntata di SmackDown! del 24 maggio, presero parte al fatal four-way tag team TLC match valevole per il WWF Tag Team Championship, il quale venne vinto dalla coppia composta da Benoit e Jericho che mantenne il titolo.
Dopo la perdita del WWF Tag Team Championship, tra i due iniziarono a esserci dei contrasti in seguito alla vittoria del King of the Ring di Edge. Durante l'Invasion, Edge divenne face. Il 3 settembre a Raw Is War in seguito a un match tra Edge e Lance Storm, Christian attaccò Edge diventando un heel. Christian iniziò quindi una faida con Edge per l'Intercontinental Championship che vinse per la prima volta il 23 settembre a Unforgiven sconfiggendo Edge, per poi perderlo un mese dopo nella rivincita tra i due a No Mercy in un ladder match.

#### Regni titolati (2001–2002)
Christian vinse l'European Championship contro Bradshaw nella puntata di Raw del 29 ottobre. Il 3 novembre a Rebellion, venne sconfitto da Edge in uno Steel Cage match per l'Intercontinental Championship. Alle Survivor Series, Christian difese il titolo sconfiggendo Al Snow. Christian prese parte alla Royal Rumble con il numero 13, ma fu eliminato da Steve Austin. Nella puntata di SmackDown! del 31 gennaio, fu sconfitto da Diamond Dallas Page perdendo l'European Championship.
Dopo una serie di sconfitte, Christian annunciò che avrebbe abbandonato la WWF. Diamond Dallas Page lo convinse a riconsiderare l'idea e lo accolse come suo protetto. Christian tradì Page e iniziò una faida tra i due che si concluse a WrestleMania X8 in un match valevole per l'European Championship, vinto da Page. Dopo la sua sconfitta contro Page, Christian cominciò ad avere degli attacchi d'ira ogni qualvolta le cose non andavano nel verso giusto e sempre nello stesso evento sconfisse Molly Holly vincendo l'Hardcore Championship, che perse contro Maven la stessa sera. Nella puntata di SmackDown! del 20 giugno, Christian formò un tag team con Lance Storm lamentandosi del fatto di come la WWE avesse una storia di pregiudizio nei confronti dei canadesi, citando come esempio lo Screwjob di Montréal. La settimana successiva, Test si unì al team formando gli Un-Americans. Christian e Storm vinsero il WWE Tag Team Championship sconfiggendo Edge e Hulk Hogan a Vengeance. Il trio fu successivamente trasferito da SmackDown! a Raw, apparendo nella medesima puntata del 29 luglio per attaccare The Undertaker. Due settimane più tardi, gli Un-Americans e Triple H sconfissero l'Undisputed Champion The Rock, The Undertaker, Goldust e Booker T in un eight-man tag team match. A SummerSlam, Christian e Storm mantennero il titolo sconfiggendo Booker T e Goldust. Nella puntata di Raw del 26 agosto, gli Un-Americans tentarono di bruciare la bandiera americana, ma furono fermati da Booker T, Goldust e il rientrante Kane. Nella puntata di Raw del 2 settembre, William Regal si unì alla stable. A unforgiven, gli Un-Americans furono sconfitti da Bubba Ray Dudley, Kane, Booker T e Goldust. La sera successiva a Raw, gli Un-Americans persero il WWF Tag Team Championship contro il team composto da Kane e The Hurricane. Nella puntata di Raw del 30 settembre, sia Christian sia Storm persero contro Randy Orton, mentre Regal e Test persero contro Rob Van Dam e Tommy Dreamer. Ciò causò una rissa tra i quattro che sancì la fine della stable.

#### Storyline con Chris Jericho (2002–2004)
Christian formò un tag team con Chris Jericho e il 7 ottobre a Raw parteciparono al fatal four-way tag team TLC match per il WWE Tag Team Championship che includevano anche Kane, Jeff Hardy e Rob Van Dam, e Bubba Ray Dudley e Spike Dudley. Nonostante il partner di Kane, The Hurricane, fosse assente nel match, Kane riuscì a vincere l'incontro e mantenere il titolo, che perse la settimana successiva contro Christian e Jericho. Ad Armageddon, Christian e Jericho persero il titolo per mano del team composto da Booker T e Goldust in un fatal four-way elimination match.
Il 19 gennaio 2003, Christian partecipò alla Royal Rumble, ma venne eliminato dal suo compagno di coppia Chris Jericho. Dopo una breve assenza, Christian tornò il 7 aprile a Raw autoproclamandosi come nuovo "campione del popolo" e iniziò a chiamare i suoi fan "Peeps" dopo aver ricevuto dei complimenti da The Rock. Nella puntata di Raw del 5 maggio, affrontò Goldberg in un match che si concluse senza un vincitore a causa del coinvolgimento dei 3-Minute Warning, i due si riaffrontarono il 12 maggio a Raw in uno Steel Cage match vinto da Goldberg. A Judgment Day, vinse l'Intercontinental Championship per la seconda volta in una battle royal dopo aver eliminato per ultimo Booker T. La sera successiva a Raw, Christian apparve nel talk show di Chris Jericho, l'Highlight Reel, con un nuovo taglio di capelli e una nuova tenuta da ring. Christian perse l'Intercontinental Championship contro Booker T il 7 luglio a Raw, che rinconquistò il 10 agosto in un evento dal vivo in seguìto a un infortunio di Booker T.
A Unforgiven, Christian difese con successo il titolo sconfiggendo Jericho e Rob Van Dam in un triple threat match, ma lo perse il 29 settembre a Raw contro Van Dam in un ladder match. Alle Survivor Series, fece parte del team Bischoff che affrontò il team Austin eliminando Bubba Ray Dudley per poi essere eliminato da Shawn Michaels, a vincere fu il team Bischoff. Ad Armageddon, Christian e Jericho sconfissero Lita e Trish Stratus in un intergender tag team match annunciato come "battaglia dei sessi".
Christian e Chris Jericho iniziarono una romantica relazione con Lita e Trish Stratus; come parte dell'angle, i due scommisero un dollaro canadese su chi fosse andato a letto con una delle due. Nonostante la scommessa Jericho continuò la relazione con Trish Stratus, che causò delle frazioni tra i due. Christian prese parte alla Royal Rumble, ma fu eliminato da Jericho. A WrestleMania XX, Christian sconfisse Chris Jericho dopo che Trish Stratus aveva accidentalmente colpito Jericho. La Stratus si alleò quindi con Christian, diventando la sua fidanzata. A Backlash, Christian e la Stratus vennero sconfitti da Jericho in un handicap match. Durante lo steel cage match contro Jericho che perse nella puntata di Raw del 10 maggio, Christian soffrì di un infortunio alla schiena e rimase fuori dalle scene per quasi quattro mesi. Christian tornò nella puntata di Raw del 30 agosto attaccando Chris Jericho riesumando la loro rivalità. La loro rivalità si concluse ad Unforgiven in un ladder match per l'Intercontinental Championship, vinto da Jericho.

#### Varie faide (2004–2005)
Alle Survivor Series, Christian fallì la conquista dell'Intercontinental Championship contro Shelton Benjamin. A New Year's Revolution, Christian e Tomko vennero sconfitti da William Regal e Eugene, non riuscendo a vincere il World Tag Team Championship. Christian partecipò alla Royal Rumble entrando con il numero venticinque, ma fu eliminato dal vincitore Batista.
A WrestleMania 21, Christian prese parte al primo Money in the Bank ladder match di sempre che venne vinto da Edge. Successivamente a WrestleMania 21 Christian, che ebbe dei contatti con John Cena (appartenente al roster di SmackDown!), disse di essere un rapper migliore di Cena definendolo un poser il quale venne acclamato durante quei segmenti. Poco tempo dopo, l'allora campione WWE John Cena fu trasferito a Raw, dove difese con successo il WWE Championship in un triple threat match contro Christian e Chris Jericho il 26 giugno a Vengeance.
Nella puntata di SmackDown! del 30 giugno, Christian fu trasferito nell'omonimo roster a causa della draft lottery sostituendo Big Show nel six-man elimination match per il nuovo SmackDown Championship, che venne vinto da John "Bradshaw" Layfield. Poco tempo dopo, Christian ricevette un suo spazio per le interviste chiamato "Peep Show". Christian iniziò in seguito una rivalità con Booker T che si concluse a The Great American Bash, con la vittoria di Booker T. A No Mercy, prese parte al fatal four-way match valevole per lo United States Championship, vinto da Chris Benoit.
Il 31 ottobre il contratto di Christian scadde. Stando a quanto detto dal giornalista Dave Meltzer, a Reso venne offerto un nuovo contratto che decise di rifiutare. Il suo ultimo incontro fu durante le registrazioni della puntata di SmackDown! del 4 novembre, dove perse un tag team match con John Bradshaw Layfield contro Rey Mysterio e Matt Hardy. Nonostante l'abbandono, Christian apparve nella puntata di Raw del 31 ottobre e a Taboo Tuesday rispettando le condizioni della compagnìa in quanto era uno dei cinque wrestler di SmackDown! ammissibili al voto come avversario di Chris Masters e Snitsky.
Prima di abbandonare la WWE, Reso depositò una richiesta sulla proprietà del suo soprannome "Capitan Charisma", che usò come Christian Cage nella Total Nonstop Action Wrestling, ma dopo che la WWE aveva reclamato che il marchio era parte del suo vecchio contratto, smise di utilizzarlo nell'estate del 2006 soprannominandosi "The Instant Classic", ma continuò a utilizzare il marchio "Capitan Charisma" negli eventi dal vivo.

### Total Nonstop Action Wrestling (2005–2008)

#### NWA-TNA World Heavyweight Champion (2005–2006)

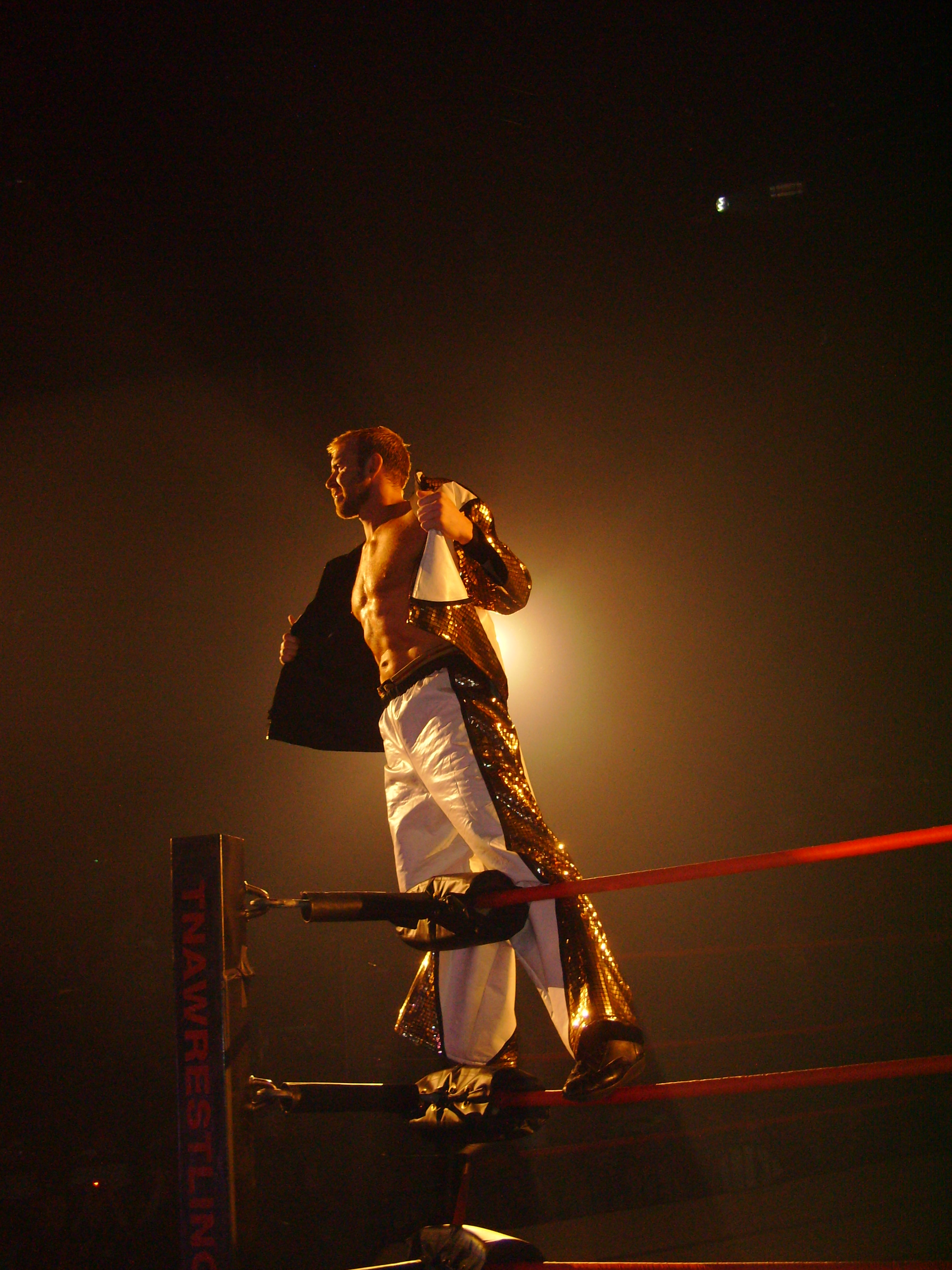
Christian ad un house show della TNA nel 2007

Il 13 novembre, fece il suo debutto in TNA al pay-per-view Genesis come Christian Cage. Cage prese il microfono e annunciò di voler vincere l'NWA World Heavyweight Championship, detenuto da Jeff Jarrett. "Coach" Scott D'Amore e Bobby Roode del Team Canada offrirono a Christian Cage la possibilità di allearsi a loro, dandogli anche una maglietta del Team Canada e di prendersi il tempo necessario per fare la sua scelta. Più tardi nella stessa sera dopo il main event, un six-man tag team match tra il team composto da Jeff Jarrett e gli America's Most Wanted (Chris Harris e James Storm) contro quello formato da Rhino e il Team 3D (Brother Ray e Brother Devon), Cage fece la sua irruzione nel ring mentre il Team Canada (D'Amore, Roode, Eric Young e A-1), AMW e Jarrett stavano attaccando Rhino e il Team 3D. Cage si tolse la giacca indossando la maglietta del Team Canada che gli era stata data da D'Amore fino a quando Cage voltò le spalle a D'Amore colpendolo con la sua mossa finale, rendendolo un beniamino del pubblico. Il suo debutto ad iMPACT! avviene il 19 novembre dove Christian ha dei diverbi con "The Alpha Male" Monty Brown. I due si sfideranno a Turning Point dove vincerà Christian, che per stipulazione otterrà un match per il NWA World Heavyweight Championship. Prima del match per il titolo mondiale per Christian è in programma una sfida in coppia: insieme a Sting affronterà Monty Brown e Jeff Jarrett.
Finalmente arriva il momento del match per il NWA Title, il 12 febbraio 2006 a Against All Odds, dove strappa il titolo a Jeff Jarrett.
Inizia poi una faida con Abyss, a seguito di un video che mostra Abyss e il suo manager James Mitchell entrare nella casa di Christian. I due si affrontano inizialmente a Lockdown dove Christian conserva la sua cintura, ma dopo il match Abyss lo attacca con essa. La sfida finale fra i due avviene a Sacrifice, dove Christian batte un'altra volta Abyss in un Full Metal Mayhem, una semplice variazione del TLC Match di cui Christian è stato molte volte protagonista.
Il suo regno titolato è durato fino a Slammiversary dove durante il King of the Mountain Match nel quale erano impegnati anche Abyss, Sting, Jeff Jarrett e Ron Killings, perde il titolo in favore proprio di Jarrett, contro cui l'aveva conquistato, dopo l'ennesimo Screwjob dell'arbitro Earl Hebner.

#### Faida con Sting (2006–2007)
A TNA Hard Justice 2006 avviene l'inaspettato turn heel di Christian, che attacca Sting durante il suo match contro Jeff Jarrett. Dopo questo avvenimento, Christian avrà un diverbio con Rhino, con l'inizio di una nuova faida per il canadese.
Durante il pay per view Final Resolution 2007 Christian combatte in un match a tre contro Sting e Abyss. Grazie all'aiuto dell'alleato Tyson Tomko vince il match e conquista l'NWA World Heavyweight per la seconda volta.
Lo difende quindi con successo dall'assalto di Kurt Angle nel corso del pay-per-view Against All Odds; ad aiutare Christian nell'impresa ci sono Tomko e Scott Steiner, mentre il solo Samoa Joe all'angolo di Angle non basta all'eroe olimpico per portare a casa la vittoria. Il samoano conquista una title shot in un Gauntlet Match e sfida Christian ad un match a Destination X. Ma è ancora una volta il canadese ad avere la meglio, ribaltando la manovra finale dell'avversario con un roll-up ed aggrappandosi alle corde.
Il 13 maggio 2007, Cage è stato privato dell'NWA World Heavyweight Championship dal direttore esecutivo della NWA Robert K. Trobich, in concomitanza con la fine del rapporto di collaborazione tra la NWA e la TNA. Ciò nonostante, a Sacrifice, Cage ha combattuto e perso un Three Way match per il World Heavyweight Championship al quale hanno partecipato anche Sting e Kurt Angle, vinto da quest'ultimo. Il regno di Angle non è quindi riconosciuto dalla NWA, che indica come ultimo campione Cage.

#### Alleanza con Tomko (2007–2008)
A Slammiversary 2007 partecipa al King of the Mountain match valido per il TNA World Heavyweight Championship, ma non vince per colpa di Chris Harris che lo colpisce con una Spear dalla scala; Cage inizia un feud con Harris che sfocia in un match a Victory Road 2007 vinto dal canadese grazie all'interferenza di Dustin Rhodes.
Cage, avvalendosi dell'aiuto degli alleati Tomko e A.J. Styles, riaccende la rivalità con Abyss, aiutato da Sting e dal neo arrivato Andrew Martin. La rivalità culmina in un Six Sides Of Steel Match ad Hard Justice 2007 vinto dal team di Abyss.
Dopo Hard Justice Christian intraprende una faida con Samoa Joe; per mano di quest'ultimo Cage subisce la prima sconfitta nella TNA. Christian si riscatta una settimana dopo ad Impact!, sconfiggendo Joe in un match di qualificazione per il Fight Fot The Right Tournament, competizione dove Christian arriva sino in finale salvo poi perdere contro Kaz in un Ladder Match a Genesis 2007.
Cage si allea quindi con Bobby Roode e insieme a lui affronta Kaz e il nuovo acquisto della TNA Booker T; il match è vinto da questi ultimi.
Le cose sembrano andar sempre peggio per Cage: viene abbandonato da A.J. Styles e Tomko che gli preferiscono Kurt Angle e viene tradito anche da Roode, schieratosi anch'egli con l'eroe olimpico. Cage intraprende quindi un feud contro Angle con in ballo il World Heavyweight Championship. I due si affrontano a Final Resolution 2007 in un incontro vinto da Angle grazie al tradimento definitivo di Styles nei confronti di Christian. Ad Against All Odds 2007 Cage perde anche la rivincita a causa del tradimento compiuto da Tomko.
Christian, ormai da tempo in bilico fra heel e face, passa definitivamente dalla parte dei face alleandosi con Samoa Joe e con Kevin Nash. Insieme, il trio affronta l'Angle Alliance, team composto proprio da Angle, Styles e Tomko, a Destination X; il match è vinto dal trio Joe, Nash, Cage.
Nel mese di novembre del 2008 scompare dalle scene TNA, causa infortunio, molto probabilmente dettato del mancato rinnovo del contratto con la compagnia di Dixie Carter.
Il contratto in effetti scade il 31 dicembre senza che venga data nota di rinnovo. Il wrestler è, dal 1º gennaio 2009, libero di trattare con altre compagnie.

### Ritorno in WWE (2009–2021)

#### ECW Champion (2009–2010)
Il 10 febbraio 2009, Christian fa il suo ritorno nella WWE debuttando nel roster ECW. Christian mostra subito interesse per l'ECW Championship di Jack Swagger e la stessa sera, nel main event, sconfigge proprio Swagger grazie all'aiuto di Finlay, in un match non valido per la cintura. In un incontro titolato disputato poche settimane dopo non strappa il titolo dalla vita del campione. A Wrestlemania XXV combatte nel Money In The Bank senza però recuperare la valigetta.
Il canadese si concentra così sull'Elimination Chase, un torneo per decretare il nuovo sfidante di Jack Swagger. I partecipanti erano Finlay, Tommy Dreamer, Mark Henry e lo stesso Christian, che si aggiudicò il torneo battendo in finale Finlay. A Backlash sconfiggendo Jack Swagger conquista per la prima volta l'ECW Championship. A Judgment Day sconfigge Swagger nel rematch. Perde il titolo ad Extreme Rules in un Hardcore Rules Match, che vede coinvolti Jack Swagger e Tommy Dreamer, che si aggiudica incontro e titolo.
A The Bash viene inserito in uno Scramble Match ma a spuntarla è ancora Dreamer. Battendo Vladimir Kozlov si aggiudica un'altra opportunità per conquistare il titolo di Tommy Dreamer al PPV Night of Champions. Durante l'evento Christian sconfigge Tommy Dreamer conquistando per la seconda volta nella sua carriera il titolo ECW.
Mantiene il titolo a SummerSlam sconfiggendo William Regal in otto secondi e nel PPV seguente, Breaking Point, sconfigge di nuovo William Regal conservando il titolo ECW. Nei mesi di settembre, ottobre e novembre difende il titolo con successo contro Zack Ryder, Yoshi Tatsu e batte per la terza volta William Regal. Alle Survivor Series nel team capitanato da Kofi Kingston Christian elimina i due membri della Legacy Cody Rhodes e Ted DiBiase prima di essere eliminato da Randy Orton, il Team Kingston alla fine si aggiudicherà l'incontro. A TLC Christian ha sconfitto Shelton Benjamin in un Ladder Match conservando l'ECW Championship. Alla Royal Rumble Christian conserva ancora il titolo ECW contro Ezekiel Jackson. Nell'ultima edizione dell'ECW perde il titolo ECW in un Extreme Rules contro Ezekiel Jackson.

#### World Heavyweight Champion (2010–2011)
Nella puntata di Raw del 22 febbraio, è stato annunciato che Christian sarebbe passato al roster di Raw. Più tardi quella stessa sera ha sconfitto Carlito e si è qualificato al Money in the Bank ladder match, che è stato vinto da Jack Swagger. Più tardi, è stato annunciato che avrebbe preso parte alla prima stagione di NXT come pro di Heath Slater.
Con il draft, Christian è passato al roster di SmackDown. Nella puntata di SmackDown del 7 maggio, ha preso parte al torneo per il vacante Intercontinental Championship, dopo aver sconfitto Cody Rhodes in semifinale, ha perso nella finale contro Kofi Kingston nella puntata di SmackDown della settimana seguente. Nella puntata di SmackDown del 2 luglio, è stato annunciato che Christian avrebbe preso parte al Money in the Bank ladder match dell'omonimo pay-per-view, vinto da Kane.
Nella puntata di SmackDown del 24 settembre, Alberto Del Rio ha attaccato Christian provocandogli un infortunio (kayfabe). Questo angle è stato creato per tenere Christian fuori dagli show della WWE in quanto aveva subìto un reale infortunio riportando uno strappo al pettorale e che i tempi di recupero sarebbero stati dai quattro ai sei mesi. Christian ha compiuto il suo ritorno a Elimination Chamber del 20 febbraio quando ha attaccato Alberto Del Rio. Nella puntata di SmackDown del 4 marzo, Christian ha salvato Edge da un altro attacco di Del Rio, mentre nella puntata di Raw del 7 marzo, Christian ha fatto il suo ritorno sul ring sconfiggendo la guardia del corpo di Del Rio, Brodus Clay.
Nella puntata di SmackDown dell'8 aprile, Christian è stato sconfitto da Del Rio in un number one contender match per il World Heavyweight Championship a causa di una distrazione per mano di Clay. Dopo che Edge ha annunciato il suo ritiro dal wrestling nella puntata di SmackDown del 15 aprile, Christian ha vinto una 20-man battle royal che avrebbe determinato lo sfidante di Del Rio per il vacante World Heavyweight Championship a Extreme Rules. Al pay-per-view, Christian ha sconfitto Del Rio per vincere il World Heavyweight Championship per la prima volta in carriera, che ha tuttavia perso cinque giorni dopo a SmackDown contro Randy Orton. A Over the Limit, Christian ha fallito la conquista del titolo perdendo contro Orton. Nella puntata di SmackDown del 3 giugno, Christian è stato l'arbitro speciale nel match valido per il World Heavyweight Championship tra Randy Orton e Sheamus. Dopo che Orton ha mantenuto il titolo, Christian lo ha attaccato con il titolo, compiendo un turn heel per la prima volta dal 2005. A Capitol Punishment, Christian ha nuovamente perso in un match valido per il World Heavyweight Championship contro Orton. A Money in the Bank, Christian ha sconfitto Orton conquistando per la seconda volta il World Heavyweight Championship, dopo che Orton è stato squalificato per aver colpito Christian con un colpo basso; la stipulazione prevedeva che se Orton fosse stato squalificato avrebbe perso il titolo. A SummerSlam, Christian ha perso il World Heavyweight Championship contro Orton in un No Holds Barred match. Nella puntata di SmackDown del 26 agosto, il general manager speciale della serata, Bret Hart, ha annunciato che Christian avrebbe affrontato Orton in uno steel cage match la settimana successiva, il quale ha perso, terminando la faida. Christian ha poi iniziato una rivalità con Sheamus, con i due che si sono affrontati in un match singolo a Hell in a Cell e Vengeance, entrambi vinti da Sheamus.

#### Intercontinental Champion (2011–2013)
Nella puntata di SmackDown del 4 novembre, Christian è stato attaccato da Big Show con una chokeslam infortunandosi al collo. Il 9 novembre a un house show, Christian si è infortunato alla caviglia ed è stato escluso dal Traditional Survivor Series Elimination Tag Team match alle Survivor Series del 20 novembre. Christian è tornato dal suo infortunio il 19 febbraio 2012 a Elimination Chamber in cui insieme a Mark Henry e Alberto Del Rio hanno chiesto la nomina di Laurinaitis come General Manager di Raw e Smackdown. Christian è tornato il 16 marzo durante una puntata di SmackDown per ospitare il Peep Show ottenendo un posto nel team di Laurinaitis in vista del suo match contro il Team Teddy nel 12-man tag team match a WrestleMania XXVIII. Il 26 marzo, a Raw avrebbe dovuto combattere un match contro CM Punk, ma dopo aver attaccato il campione alle spalle è stato colpito da CM Punk così da riaggravare il suo infortunio al collo e non permettergli di lottare a WrestleMania (kayfabe). Nella cerimonia della Hall of Fame, Christian ha introdotto il suo migliore amico Edge.
Christian ha fatto il suo ritorno in pay-per-view a Over the Limit, dove ha vinto la Battle Royal che avrebbe decretato il primo sfidante per uno tra il titolo Intercontinentale o degli Stati Uniti. Nella stessa serata ha affrontato Cody Rhodes conquistando per la quarta volta l'Intercontinental Championship e segnando allo stesso tempo il suo turn face, per la prima volta sin dal giugno del 2011. A No Way Out, Christian ha difeso con successo il titolo intercontinentale contro Rhodes nel rematch. Nella puntata di SmackDown del 29 giugno, Christian e lo United States Champion Santino Marella hanno sconfitto Rhodes e David Otunga per qualificarsi nel World Heavyweight Championship Money in the Bank ladder match. Tuttavia, a Money in the Bank, il match è stato vinto da Dolph Ziggler. Il 23 luglio nella puntata di Raw 1000, ha perso l'Intercontinental Championship contro The Miz. Nella puntata di SmackDown del 27 luglio, Christian ha fallito la riconquista del titolo contro Miz nel rematch.
Successivamente Christian si è preso ancora una volta un periodo di pausa a causa di un legittimo infortunio aggravato alla spalla.

#### Varie faide e ritiro (2013–2014)
Dopo dieci mesi di assenza, Christian è tornato dall'infortunio il 17 giugno 2013 a Raw, sconfiggendo Wade Barrett. Il 21 giugno, a Smackdown ha sconfitto Drew McIntyre, ma poco dopo, durante il promo sul suo ritorno, è stato attaccato dallo Shield. Nella puntata di Main Event, Christian ha affrontato uno dei membri dello Shield, Dean Ambrose, il quale ha vinto per squalifica dopo che gli altri due membri dello Shield Seth Rollins e Roman Reigns hanno interferito nel match. Il 14 luglio a Money in the Bank, Christian ha preso parte al WWE Championship Money in the Bank ladder match, che è stato vinto da Randy Orton. Nella puntata di Raw del 29 luglio, Christian ha sconfitto Alberto Del Rio in un non-title match. Quella stessa settimana a SmackDown, Christian ha sconfitto Randy Orton e Rob Van Dam in un triple threat match per diventare il nuovo contendente numero uno al World Heavyweight Championship di Del Rio, dopo il match è stato attaccato da quest'ultimo durante un'intervista. Il 18 agosto a SummerSlam, Christian ha perso contro Del Rio. Nella puntata di SmackDown successiva all'evento, ha sconfitto Del Rio ancora una volta in un non-title match. Nella puntata di Raw del 9 settembre, lo Shield ha attaccato Christian quando Edge ha parlato di Triple H e del suo recente abuso di potere. Nel successivo episodio di SmackDown, Edge ha detto che Christian sarebbe tornato per cerca la sua vendetta. Christian è tornato ed è apparso al 2013 Slammy Awards, dove ha presentato un premio ed è apparso in un segmento che coinvolgeva John Cena e Randy Orton.
Christian è tornato nella puntata di SmackDown del 31 gennaio 2014 sconfiggendo Jack Swagger in un match di qualificazione per l'Elimination Chamber match per il WWE World Heavyweight Championship. A Elimination Chamber, ha preso parte all'Elimination Chamber dove è riuscito ad eliminare Sheamus con un Frog Splash, ma è stato eliminato da Daniel Bryan. Nella puntata di Raw del 24 marzo, Christian ha vinto un fatal four-way match sconfiggendo Alberto Del Rio, Dolph Ziggler e Sheamus diventando il nuovo sfidante all'Intercontinental Championship detenuto da Big E. Tuttavia la title shot non è stata mai sfruttata, in quanto il lottatore canadese è stato vittima di un infortunio.
Sebbene non abbia mai ufficialmente annunciato il suo ritiro, dopo l'infortunio non è stato più utilizzato dalla WWE come wrestler attivo, ma soltanto occasionalmente come presentatore del Peep Show.

#### Apparizioni sporadiche (2014–2021)
Nella puntata di Raw del 29 dicembre 2014 è apparso insieme all'amico Edge durante il Cutting Edge, tenendo un discorso sul ring, ma è stato interrotto da Brock Lesnar e dal suo manager Paul Heyman; quest'ultimo si è rivolto ai due dicendo che Lesnar non si trova lì per porre fine alla carriera di due atleti la cui carriera è già terminata". Nel medesimo episodio il commentatore Jerry Lawler si è riferito a Christian definendolo un wrestler ritirato.
Nel novembre del 2015 il profilo di Christian sul sito ufficiale della WWE è stato spostato nella sezione alumni.
Nella puntata di Raw dell'8 giugno 2020 ha presentato nuovamente il suo Peep Show insieme ad Edge, il quale era in faida con Randy Orton. Nella puntata di Raw del 15 giugno Christian è apparso per confrontarsi con Randy Orton, ed ha accettato la sua sfida in un Unsanctioned match, nel quale è stato sconfitto in pochi secondi dallo stesso Orton a causa dell'intervento di Ric Flair. Il 27 settembre, a Clash of Champions, è intervenuto attaccando Randy Orton nel backstage durante l'Ambulance match contro Drew McIntyre per il WWE Championship.
Il 31 gennaio 2021, alla Royal Rumble, ha fatto il suo ritorno durante l'omonimo incontro entrando col numero 24 ma, dopo aver eliminato Bobby Lashley (con l'aiuto di Big E, Daniel Bryan e Riddle), è stato eliminato da Seth Rollins.

### All Elite Wrestling (2021–presente)
Il 7 marzo 2021 a Revolution, si presentò come Christian Cage nel corso dell'evento, dove firmò un contratto con la All Elite Wrestling. Nella successiva puntata di Dynamite, attaccò l'AEW World Champion Kenny Omega e il 31 marzo sconfisse Frankie Kazarian nel suo match di debutto.

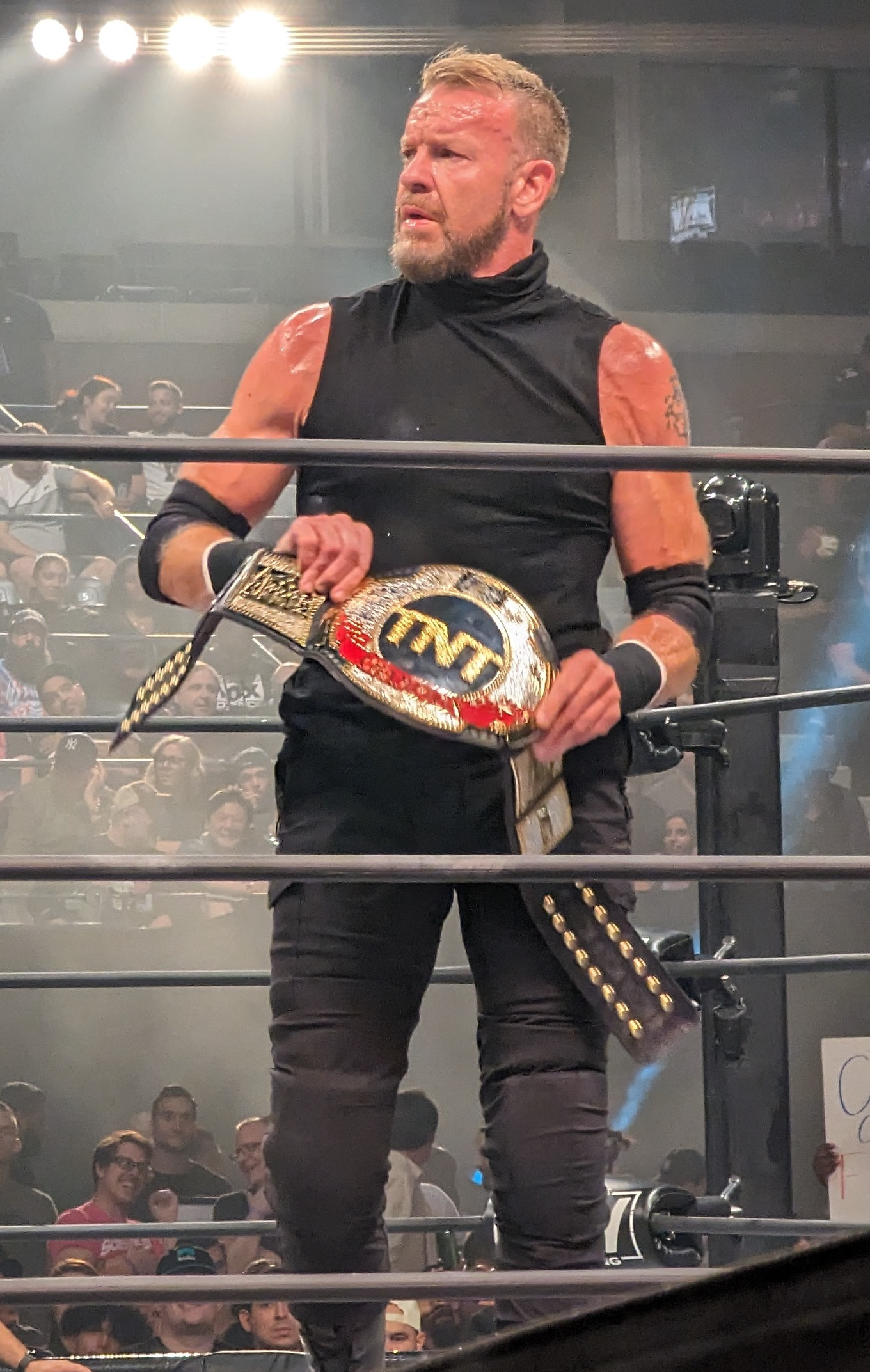
Cage nel 2023 come TNT Champion

Il 13 agosto nel primo episodio di AEW Rampage, sconfisse Kenny Omega e vinse l'Impact World Championship. Il 5 settembre al ppv All Out, viene sconfitto da Omega in un match per il titolo AEW World Championship; questa è la prima sconfitta per Christian nella AEW.
Il 13 novembre a Full Gear, Cage, Jungle Boy e Luchasaurus sconfissero gli alleati di Omega Adam Cole e gli Young Bucks in un falls count anywhere match. Il 4 marzo 2022 a Rampage si qualifica per il "Face of the Revolution" ladder match sconfiggendo Ethan Page, ma viene poi sconfitto a Revolution. Il 15 giugno, nel corso di un episodio speciale di Dynamite intitolato Road Rager, Cage attacca Jungle Boy dopo che lui e Luchasaurus avevano perso l'AEW World Tag Team Championship contro gli Young Bucks, effettuando un turn heel. Cominciò quindi una rivalità con Jungle Boy, e i due si scontrarono in un match a All Out. All'evento, Cage sconfisse Jungle Boy in 20 secondi, grazie all'aiuto di Luchasaurus che tradì il partner di tag team per allearsi con lui. Al ppv Revolution, viene sconfitto da Jungle Boy in un final burial match che pone termine alla loro faida.
Il 28 maggio 2023 a Double or Nothing, viene battuto da Wardlow in un ladder match con in palio il titolo TNT Championship.

## Vita privata
Jason Reso è sposato dal 25 maggio 2001 con la modella tedesca Denise Harttman. In un'intervista sul sito ufficiale della WWE ha dichiarato di essere padre di una bambina.

## Personaggio

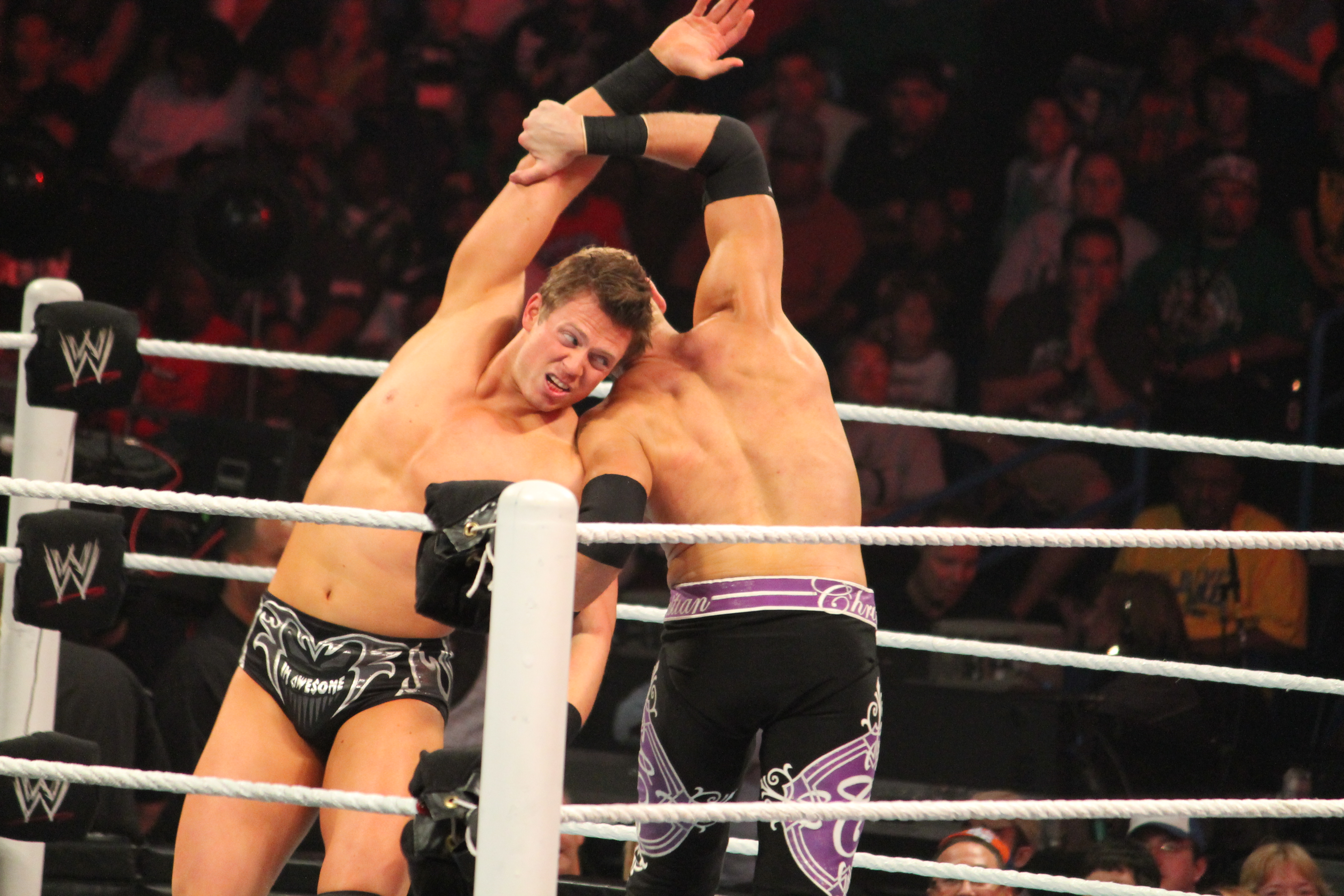
Christian mentre si appresta ad eseguire la Killswitch su The Miz

### Mosse finali
- Killswitch/Unprettier (Double underhook reverse facebuster)
- Spear (Spear) – 2011-2014

### Soprannomi
- "Captain Charisma"[1]
- "The Instant Classic"[1]
- "The New People's Champion"[1]
- "The Showtime"[1]

## Titoli e riconoscimenti
- All Elite Wrestling
  - AEW TNT Championship (2)[5][104]

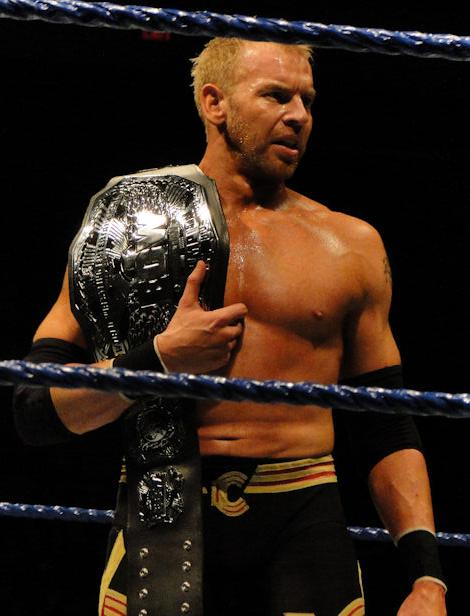
Christian con l'ECW World Heavyweight Championship, titolo che ha detenuto due volte

  - AEW World Trios Championship (1) - con Killswitch e Nick Wayne
- East Coast Wrestling Association
  - ECWA Heavyweight Championship (1)

- Insane Championship Wrestling
  - ICW Street Fight Tag Team Championship (1) – con Sexton Hardcastle

- International Wrestling Alliance
  - IWA Tag Team Championship (1) – con Earl The Orderly

- Pennsylvania Championship Wrestling
  - PCW Heavyweight Championship (1)

- Pro Wrestling Illustrated
  - Match of the Year (2000) - con Edge vs. The Dudley Boyz e The Hardy Boyz a WrestleMania 2000
  - Match of the Year (2001) - con Edge vs. The Dudley Boyz e The Hardy Boyz a WrestleMania X-Seven
  - 7º tra i 500 migliori wrestler singoli nella PWI 500 (2007)

- Total Nonstop Action Wrestling/Impact Wrestling
  - NWA World Heavyweight Championship (2)
  - Impact World Championship (1)
  - Gauntlet for the Gold (2008 – TNA World Heavyweight Championship)
  - TNA Year End Awards (2)
    - Memorable Moment of the Year (2005) - per il debutto a Genesis 2005
    - Who To Watch in 2006 (2005)

- World Wrestling Federation/Entertainment
  - WWF/World Tag Team Championship (9) – con Edge (7), Chris Jericho (1) e Lance Storm (1)
  - WWF/E Intercontinental Championship (4)
  - ECW Championship (2)
  - World Heavyweight Championship (2)
  - WWF European Championship (1)
  - WWF Hardcore Championship (1)
  - WWF Light Heavyweight Championship (1)
  - Triple Crown Champion
  - Grand Slam Champion (vecchio formato)

- Wrestling Observer Newsletter
  - Tag Team of the Year (2000) - con Edge
  - Worst Worked Match of the Year (2006) - TNA Reverse Battle Royal del 26 ottobre a Impact!